# Cegedim
Cegedim este o companie de analiză și studii de piață specializată în industria farmaceutică din Franța.
Are filiale în 58 de țări și este listată la Bursa din Paris din anul 1995.
Număr de angajați în 2009: 5.000

## Cegedim în România
Compania este prezentă pe piața din România din anul 1993 și deține o cotă de piață de 80% pe segmentul de furnizare de date statistice.
Principalul concurent de pe piața locală este IMS Health.
Număr de angajați în 2011: 70
Cifra de afaceri:
| Anul          | 2010 | 2008 |
| ------------- | ---- | ---- |
| milioane euro | 5,7  | 4,9  |